# Tunstall (Lancashire)
Tunstall è un villaggio e parrocchia civile dell'Inghilterra, appartenente alla contea del Lancashire.